# Sumbajowie
Sumbajowie, Sumba, także: Humba, Meiewa, Kambera – indonezyjska grupa etniczna zamieszkująca wyspę Sumba w archipelagu Małych Wysp Sundajskich. Ich populacja wynosi 500 tys. osób. Należą do grupy ludów bima-sumbajskich.
Wyznają chrześcijaństwo bądź islam; utrzymują także wierzenia tradycyjne (marapu, marapu humba). Posługują się własnymi językami austronezyjskimi, postrzeganymi czasem jako dialekty jednego języka sumba. Publikacja Ethnologue (wyd. 25) wyróżnia następujące języki sumba: anakalangu, kambera, kodi, lamboya, laura, mamboru, wanukaka, wejewa.
Stanowią autochtoniczną ludność wyspy Sumba. Sami określają się jako Tau Humba. W XVI i XVII w. znajdowali się pod wpływem sułtanatów Bima i Gowa. W XX w. nasiliła się tendencja do konsolidacji etnicznej.
Zajmują się rolnictwem opartym na systemie żarowym; system irygacyjny stosują rzadko. Uprawy spożywcze – ryż, kukurydza, proso, rośliny bulwiaste; uprawy towarowe – kawa, owoce, warzywa i pieprz. Istotną rolę odgrywa hodowla zwierząt gospodarskich, zwłaszcza koni. Żywność przede wszystkim pochodzenia roślinnego, mięso jest spożywane w czasie świąt.